# Dangstetten (accampamento romano)
Il campo militare romano di Dangstetten si trovava al margine nordorientale della frazione di Rheinheim del comune tedesco di Küssaberg, nel circondario di Waldshut nel Baden-Württemberg. Fa parte di tutta una serie di fortificazioni realizzate all'epoca di Augusto, ai fini dell'occupazione e conquista di Rezia, Vindelicia e Germania e della loro trasformazione in province romane. Il terreno su cui il campo militare fu costruito non è più esistente, in quanto situato all'interno di una cava di ghiaia.

## Storia

### Dalle campagne di Druso e Tiberio allaclades variana(15 a.C. - 9 d.C.)
Il momento della fondazione del campo potrebbe essere avvenuto con le campagne alpine in Rezia e Vindelicia da parte dei figliastri di Augusto, Tiberio e Druso maggiore nell'anno 15 a.C., o forse alcuni anni prima, attorno al 20 a.C. I due fratelli, nel tentativo di accerchiare il nemico attaccandolo su due fronti senza lasciargli vie di fuga, progettarono una grande "operazione a tenaglia": Tiberio mosse dall'Elvezia, mentre il fratello minore da Aquileia e raggiunta Tridentum, divise l'esercito in due colonne. Una prima colonna percorse la valle dell'Adige e dell'Isarco (alla cui confluenza costruì il Pons Drusi, presso l'attuale Bolzano), risalendo fino all'Inn; la seconda percorse quella che diventerà sotto l'imperatore Claudio la via Claudia Augusta (tracciata pertanto dal padre Druso) e che attraverso la val Venosta ed il passo di Resia, raggiungeva anch'essa il fiume Inn. L'azione congiunta permise ai due fratelli di avanzare fino alle sorgenti del Danubio, dove ottennero l'ultima e definitiva vittoria sui Vindelici. Questi successi permisero ad Augusto di sottomettere le popolazioni dell'arco alpino fino al Danubio, e gli valsero una nuova acclamazione imperatoria, mentre Druso, figliastro prediletto di Augusto, poté ottenere il trionfo. Ancora oggi su una collina nei pressi dell'attuale La Turbie, è possibile ammirare un antico monumento celebrativo, chiamato trofeo delle Alpi.
Il campo potrebbe essere stato utilizzato anche negli anni successivi (forse solo come base di truppe ausiliarie), quando furono governatori Senzio Saturnino (dal 6 al 3 a.C. e dal 5 al 6), Lucio Domizio Enobarbo (dal 3 all'1 a.C.) e Marco Vinicio (dall'1 al 3) per continuare la penetrazione nei territori degli futuri Agri decumates (tra Reno e Danubio). La chiusura dell'accampamento potrebbe, invece, essere avvenuta subito dopo la clades variana del 9.

## Sito archeologico

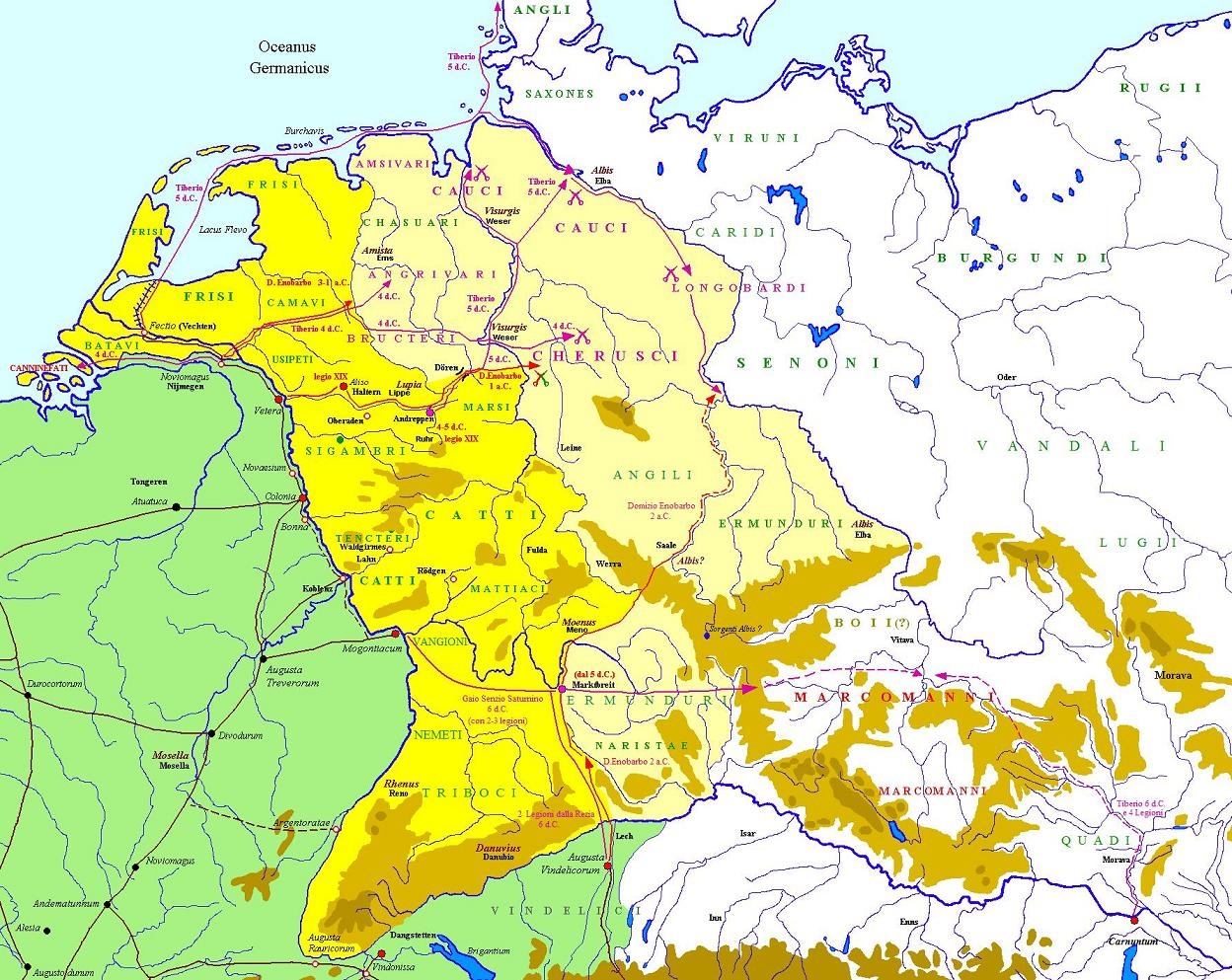
Il sito di Dangstetten (fortezza in rosso, in basso a sinistra sulla cartina) potrebbe aver fornito un'importante base d'appoggio per le campagne germaniche meridionali, prima di Domizio Enobarbo del (3-1 a.C.) e poi di Gneo Senzio Saturnino, prima della campagna del 6 contro i Marcomanni di Maroboduo.

Scoperto a partire dal 1967. Sul sito furono scoperti importanti reperti militari della legio XIX, legione romana distrutta nel corso della clades variana. Alcuni reperti risalirebbero ad una datazione attorno al 15 a.C. in occasione delle campagne alpine di Tiberio e Druso maggiore, anche se recenti ritrovamenti di terra sigillata daterebbero il sito attorno al 20 a.C.
Una parte dei reperti sono esposti permanentemente in un piccolo museo situato nella vicina frazione di Rheinheim.

### Fonti primarie
Cassio Dione Cocceiano, Storia romana, LIV, 33.

### Fonti moderne
- D.B.Campbell, Roman Legionary Fortresses 27 BC-AD 378, Oxford-N.Y. 2006.
- M.Carroll, Romans, Celts & Germans: the german provinces of Rome, Gloucestershire & Charleston 2001, ISBN 0-7524-1912-9
- Lawrende Keppie, The making of the roman army, Oklahoma, 1998, ISBN 0-8061-3014-8.
- V.A.Maxfield, L'Europa continentale, a cura di J.Wacher, parte IV, cap.VIII.
- Wells, C.M., The german policy of Augustus, 1972.

### Voci generali
- Rezia (provincia romana)
- Spedizione germanica di Germanico
- Fortezze legionarie romane